# فرهنگ تطبیقی-موضوعی زبان‌ها و گویش‌های ایرانی نو
فرهنگ تطبیقی-موضوعی زبان‌ها و گویش‌های ایرانی نو کتابی از محمد حسن‌دوست است که در سال ۱۳۸۹ منتشر و در مراسم کتاب سال جمهوری اسلامی ایران به‌عنوان کتاب برگزیده معرفی شد.